# Danger Island
Danger Island er den vestligste og sydligste ø i Great Chagos Bank, som er verdens største koralatol, der ligger i Chagosøerne i Det Indiske Ocean.